# Thievery Corporation
I Thievery Corporation sono un duo musicale statunitense di musica elettronica, formato da Rob Garza e Eric Hilton.  Il loro stile musicale mescola elementi di dub, acid jazz, reggae, musica mediorientale, hip hop, e musica brasiliana.

## Storia
Rob Garza, originario di Chicago ma trasferitosi fin da giovane a Washington, inizia a coltivare la passione per il jazz e per la musica classica. Al contempo Eric Hilton nasce come musicista punk, avvicinandosi successivamente alla musica ambient e al soul.
Dopo aver intrapreso la carriera di Dj, i due decidono di formare i Thievery Corporation nel 1996. La loro musica è elettronica con contaminazioni etniche che spaziano dal reggae alla bossa nova.
Le prime produzioni del gruppo sono rappresentate da due 12" usciti nel 1997, ossia Shaolin Satellite e 2001: a Spliff Odyssey.
Il primo album, Sounds from the Thievery Hi-Fi (1997), contiene parti di tracce altrui riarrangiate e mixate.
Dopo una serie di performance live, il duo rientra a Washington per comporre e registrare il secondo disco. The Mirror Conspiracy (2000) ha sonorità jazz ed etniche, vicine alla world music. Collaborazione in questo disco è quella con la cantautrice italo-islandese Emilíana Torrini.
Nel 2002 arriva The Richest Man in Babylon.
Anche in questo disco collabora Emilíana Torrini, oltre a Pam Bricker, LouLou e al rapper giamaicano Notch.
Nel frattempo il duo si dedica a una serie di attività parallele come alcuni remix effettuati per altri artisti. Collaborano infatti con David Byrne, Pizzicato Five e Stereolab. Sono inoltre inseriti nelle compilation Sounds From the Verve Hi-Fi (2002) e The Outernational Sound (2004).
Nel 2005 esce The Cosmic Game, un disco realizzato anche questo con vari ospiti: Flaming Lips, David Byrne e Perry Farrell, oltre alla cantante Gunjan.
Nel 2006 il gruppo pubblica Versions, una raccolta di remix per altri artisti. Segue un tour testimoniato da un album di foto realizzato da Rob Myers e pubblicato come book dal titolo Thievery Corporation 2006. 
La band inoltre realizza il brano Sol Tapado inserito nella compilation di beneficenza Silencio = Muerte : Red Hot + Latin Redux, prodotta dalla Red Hot Organization.
Il 23 settembre 2008 è la volta di Radio Retaliation. Compaiono vari artisti, tra cui il cantante reggae Sleepy Wonder, il nigeriano Femi Kuti, i musicisti di bossa nova Seu Jorge e Venry Varela e LouLou. Questo album è stato nominato ai Grammy nella categoria "best recording package".
Il 1º agosto 2009 aprono il concerto di Paul McCartney in Maryland.
Il 27 giugno 2010 Eric Hilton debutta come regista cinematografico con il film Babylon Central.
Nel giugno 2011 il gruppo pubblica il sesto album, ossia Culture of Fear, con la collaborazione di Mr. Lif e Shana Halligan.
Ad aprile 2014 è stato pubblicato il loro settimo album, Saudade con sonorità che richiamano la musica brasiliana.
Nel febbraio 2017 pubblicano l'album The Temple of I & I, anticipato dall'uscita in gennaio del singolo Ghetto Matrix. In questo lavoro ritornano delle sonorità influenzate dalla cultura e dalla musica giamaicana.

## Posizioni politiche
Il gruppo ha più volte preso posizioni politiche su diverse questioni. Tracce come Amerimacka e Revolution Solution rivelano l'opposizione del gruppo al presidente statunitense George W. Bush.
Nel settembre 2005 il gruppo ha partecipato al concerto a favore del cessate il fuoco per quanto riguarda la guerra in Iraq.

## Discografia

### Album
- 1997 - Sounds from the Thievery Hi-Fi
- 2000 - The Mirror Conspiracy
- 2002 - The Richest Man in Babylon
- 2005 - The Cosmic Game
- 2008 - Radio Retaliation
- 2011 - Culture of Fear
- 2014 - Saudade
- 2017 - The Temple of I & I
- 2020 - Symphonik

### Remix
- 2006 - Versions

### Raccolte
- 1997 - DJ-Kicks: Thievery Corporation
- 2010 - It Takes a Thief